# Country-Musik 1981
Die Liste bietet eine Übersicht über das Jahr 1981 im Genre Country-Musik.

## Top Hits des Jahres

### Nummer-1-Hits
Die folgende Liste umfasst die Nummer-eins-Hits der Billboard Hot Country Songs des US-amerikanischen Musikmagazines Billboard chronologisch nach Wochenplatzierung.
- seit 27. Dezember 1980 – One in a Million – Johnny Lee
- 19. Januar – I Think I'll Just Stay Here and Drink – Merle Haggard
- 17. Januar – I Love a Rainy Night – Eddie Rabbitt
- 24. Januar – 9 to 5 – Dolly Parton
- 31. Januar – I Feel Like Loving You Again – T.G. Sheppard
- 7. Februar – I Keep Coming Back – Razzy Bailey
- 14. Februar – Who's Cheatin' Who – Charly McClain
- 21. Februar – Southern Rains – Mel Tillis
- 28. Februar – Are You Happy Baby – Dottie West
- 7. März – Do You Love as Good as You Look – Bellamy Brothers
- 14. März – Guitar Man – Elvis Presley
- 21. März – Angel Flying Too Close to the Ground – Willie Nelson
- 28. März – Texas Women – Hank Williams Jr.
- 4. April – Drifter – Sylvia
- 11. April – You're the Reason God Made Oklahoma – David Frizzell und Shelly West
- 18. April – Old Flame – Alabama
- 25. April – A Headache Tomorrow (or a Heartache Tonight) – Mickey Gilley
- 2. Mai – Rest Your Love on Me – Conway Twitty
- 9. Mai – Am I Losing You – Ronnie Milsap
- 16. Mai – I Loved 'em Every One – T.G. Sheppard
- 23. Mai – Seven Year Ache – Rosanne Cash
- 30. Mai – Elvira – Oak Ridge Boys
- 6. Juni – Friends – Razzy Bailey
- 13. Juni – What Are We Doin' in Love – Dottie West und Kenny Rogers
- 20. Juni – But You Know I Love You – Dolly Parton
- 27. Juni – Blessed Are the Believers – Anne Murray
- 4. Juli – I Was Country When Country Wasn't Cool – Barbara Mandrell (mit George Jones)
- 11. Juli – Fire and Smoke – Earl Thomas Conley
- 18. Juli – Feels So Right – Alabama
- 1. August – Dixie on My Mind – Hank Williams Jr.
- 8. August – Too Many Lovers – Crystal Gayle
- 15. August – I Don't Need You – Kenny Rogers
- 19. August – (There's) No Getting Over Me – Ronnie Milsap
- 12. September – Older Women – Ronnie McDowell
- 19. September – You Don't Know Me – Mickey Gilley
- 26. September – Tight Fittin' Jeans – Conway Twitty
- 3. Oktober – Midnight Hauler – Razzy Bailey
- 10. Oktober – Party Time – T.G. Sheppard
- 17. Oktober – Step by Step – Eddie Rabbitt
- 24. Oktober – Never Been So Loved (In All My Life) – Charley Pride
- 7. November – Fancy Free – Oak Ridge Boys
- 14. November – My Baby Thinks He's a Train – Rosanne Cash
- 21. November – All My Rowdy Friends (Have Settled Down) – Hank Williams Jr.
- 28. November – My Favorite Memory – Merle Haggard
- 5. Dezember – Bet Your Heart on Me – Johnny Lee
- 12. Dezember – Still Doin' Time – George Jones
- 19. Dezember – All Roads Lead to You – Steve Wariner
- 26. Dezember – Love in the First Degree – Alabama

## Alben

### Nummer-1-Alben
Die folgende Liste umfasst die Nummer-eins-Hits der Billboard Top Country Albums des US-amerikanischen Musikmagazines Billboard chronologisch nach Wochenplatzierung.
- seit 27. Dezember 1980 – Greatest Hits – Kenny Rogers
- 24. Januar – Greatest Hits – Ronnie Milsap
- 14. Februar – 9 to 5 and Other Odd Jobs – Dolly Parton
- 25. April – Horizon – Eddie Rabbitt
- 2. Mai – Somewhere Over the Rainbow – Willie Nelson
- 23. Mai – Feels So Right – Alabama
- 6. Juni – Seven Year Ache – Rosanne Cash
- 18. Juli – Fancy Free – Oak Ridge Boys
- 29. August – Share Your Love – Kenny Rogers
- 26. September – Step by Step – Eddie Rabbitt
- 17. Oktober – There's No Gettin' Over Me – Ronnie Milsap
- 5. Dezember – Greatest Hits (& Some That Will Be) – Willie Nelson

### Weitere Alben
- The Pressure is On – Hank Williams Jr.
- Strait Country – George Strait
- I Believe In You – Don Williams

## Geboren
- 23. März – Brett Young
- 31. März – Ryan Bingham
- 28. August – Jake Owen
- 11. September – Charles Kelley

## Gestorben
- 13. April – Guy Willis[3]

## Neue Mitglieder der Hall of Fames

### Country Music Hall of Fame
- Vernon Dalhart (1883–1948)
- Grant Turner (1912–1991)

### Nashville Songwriters Hall of Fame
- Bobby Braddock
- Ray Whitley

## Die wichtigsten Auszeichnungen

### Grammy Awards
- Beste weibliche Gesangsdarbietung – Country (Best Country Vocal Performance, Female) – Could I Have This Dance? – Anne Murray
- Beste männliche Gesangsdarbietung – Country (Best Country Vocal Performance, Male) – He Stopped Loving Her Today – George Jones
- Beste Countrydarbietung eines Duos oder einer Gruppe mit Gesang (Best Country Performance By A Duo Or Group With Vocal) – That Lovin’ You Feelin’ Again – Emmylou Harris & Roy Orbison
- Bestes Darbietung eines Countryinstrumentals (Best Country Instrumental Performance) – Orange Blossom Special / Hoedown – Gilley’s Urban Cowboy Band
- Bester Countrysong (Best Country Song) – On the Road Again – Willie Nelson[4]

### Academy of Country Music Awards
- Entertainer Of The Year – Barbara Mandrell
- Song Of The Year – He Stopped Loving Her Today – George Jones – Autoren: Bobby Braddock, Curly Putman
- Single Of The Year – He Stopped Loving Her Today – George Jones
- Album Of The Year – Movie Soundtrack: Urban Cowboy
- Top Male Vocalist – George Jones
- Top Female Vocalist – Dolly Parton
- Top New Male Vocalist – Johnny Lee
- Top New Female Vocalist – Teri Gibbs

### Country Music Association Awards
- Entertainer of the Year – Barbara Mandrell
- Song Of The Year – He Stopped Loving Her Today – B.Braddock / C.Putman
- Single Of The Year – Elvira – Oak Ridge Boys
- Album Of The Year – I Believe In You – Don Williams
- Male Vocalist Of The Year – George Jones
- Female Vocalist Of The Year – Barbara Mandrel
- Vocal Duo Of The Year – David Frizzell / Shelly West
- Vocal Group Of The Year – Alabama
- Instrumentalist Of The Year – Chet Atkins
- Horizon Award – Terri Gibbs
- Instrumental Group Of The Year – Alabama

### American Music Awards
- Favorite Country Male Artist – Kenny Rogers
- Favorite Country Female Artist – Barbara Mandrell
- Favorite Country Band/Duo/Group – The Statler Brothers
- Favorite Country Album – The Gambler – Kenny Rogers
- Favorite Country Song – Coward of the County – Kenny Rogers